# Roadracing-VM 1979
Roadracing-VM 1979 kördes över 12 race. Mästare för andra året i rad i 500GP blev amerikanen Kenny Roberts.
| Klass       | Mästare individuellt        | Mästare konstruktörer |
| ----------- | --------------------------- | --------------------- |
| 500GP       | Kenny Roberts (Yamaha)      | Suzuki                |
| 350GP       | Kork Ballington             | Kawasaki              |
| 250GP       | Kork Ballington             | Kawasaki              |
| 125GP       | Ángel Nieto                 | Minarelli             |
| 50GP        | Eugenio Lazzarini           | Kreidler              |
| Sidvagn B2A | Rolf Biland/Kurt Waltisperg | Yamaha                |
| Sidvagn B2B | Bruno Holzer/Karl Meierhans | Yamaha                |
| Formula TT1 | Ron Haslam (Honda)          | -                     |
| Formula TT2 | Alan Jackson jr (PMS/Honda) | -                     |
| Formula TT3 | Barry Smith (Honda)         | -                     |
| Formula 750 | Patrick Pons (Yamaha)       | -                     |

## 500GP

### Delsegrare
| Bana         | Vinnare          | Märke  |
| ------------ | ---------------- | ------ |
| San Carlos   | Barry Sheene     | Suzuki |
| Salzburgring | Kenny Roberts    | Yamaha |
| Hockenheim   | Wil Hartog       | Suzuki |
| Monza        | Kenny Roberts    | Yamaha |
| Jarama       | Kenny Roberts    | Yamaha |
| Opatija      | Kenny Roberts    | Yamaha |
| Assen        | Virginio Ferrari | Suzuki |
| Spa          | Dennis Ireland   | Suzuki |
| Gelleråsen   | Barry Sheene     | Suzuki |
| Imatra       | Boet van Dulmen  | Suzuki |
| Silverstone  | Kenny Roberts    | Yamaha |
| Le Mans      | Barry Sheene     | Suzuki |

### Slutställning
| Plats | Förare           | Märke  | Poäng |
| ----- | ---------------- | ------ | ----- |
| 1     | Kenny Roberts    | Yamaha | 113   |
| 2     | Virginio Ferrari | Suzuki | 89    |
| 3     | Barry Sheene     | Suzuki | 87    |
| 4     | Wil Hartog       | Suzuki | 66    |
| 5     | Franco Uncini    | Suzuki | 51    |
| 6     | Boet van Dulmen  | Suzuki | 50    |

## 350GP
Kork Ballington vann titeln.

### Delsegrare
| Bana         | Vinnare           | Märke    |
| ------------ | ----------------- | -------- |
| San Carlos   | Carlos Lavado     | Yamaha   |
| Salzburgring | Kork Ballington   | Kawasaki |
| Hockenheim   | Jon Ekerold       | Yamaha   |
| Imola        | Gregg Hansford    | Kawasaki |
| Jarama       | Kork Ballington   | Kawasaki |
| Opatija      | Kork Ballington   | Kawasaki |
| Assen        | Gregg Hansford    | Kawasaki |
| Imatra       | Gregg Hansford    | Kawasaki |
| Silverstone  | Kork Ballington   | Kawasaki |
| Brno         | Kork Ballington   | Kawasaki |
| Le Mans      | Patrick Fernandez | Yamaha   |

### Slutställning
| Plats | Förare            | Märke    | Poäng |
| ----- | ----------------- | -------- | ----- |
| 1     | Kork Ballington   | Kawasaki | 99    |
| 2     | Patrick Fernandez | Yamaha   | 90    |
| 3     | Gregg Hansford    | Kawasaki | 77    |
| 4     | Anton Mang        | Kawasaki | 64    |
| 5     | Michel Frutschi   | Yamaha   | 47    |
| 6     | Michel Rougeriere | Yamaha   | 47    |